# کنت هر
کنت هر (انگلیسی: Kent Hehr؛ زادهٔ ۱۶ دسامبر ۱۹۶۹) یک سیاست‌مدار اهل کانادا است. او وزیر سربازان بازنشسته و مشاور وزیر دفاع کانادا است. او پس از درگیر شدن در یک تیراندازی خیابانی تیر خورد و فلج شد و از ۲۲ سالگی بر روی ویلچر زندگی می‌کند.